# Hasso Schützendorf
Hasso Schützendorf (* 3. November 1924 in Düsseldorf; † 4. Februar 2003 in Palma) war ein deutscher Unternehmer, Schmuggler und Playboy. Seit 1959 lebte er auf Mallorca, wo er als Autovermieter tätig war. Wegen seines aufwendigen Lebensstils mit oft wechselnden jungen Lebensgefährtinnen berichtete die Regenbogenpresse über ihn, die ihm den Beinamen „König von Mallorca“ gab.

## Leben

### Jugend
Hasso Schützendorf stammte aus einer musikalischen Familie: Vier Brüder seines Vaters Eugen, Guido, Alfons, Gustav und Leo, machten als Opernsänger Karriere. Hasso, der bei seinem geschiedenen Vater aufwuchs, gehörte nach eigenen Angaben als Jugendlicher zur Hamburger Swing-Jugend, wurde 1941 denunziert und kam ins KZ Neuengamme, wo er den schwarzen Winkel für „Asoziale“ resp. „Gemeinschaftsunfähige“ trug. Danach diente er in einem Strafbataillon an der Ostfront, desertierte in der Nähe von Odessa und wurde von der rumänischen Polizei verhaftet, die ihn der deutschen Militärgerichtsbarkeit auslieferte. Angeblich soll es gegen Schützendorf während des Krieges insgesamt vier Todesurteile gegeben haben, deren Vollstreckung er sich teilweise durch Flucht entzogen habe.
Nach dem Krieg immatrikulierte sich Schützendorf zunächst mit Hilfe gefälschter Papiere in Hamburg als Medizinstudent. Gleichzeitig sammelte er erste Erfahrungen beim Schwarzhandel mit Alkohol, Zigaretten und Lebensmitteln und verbüßte dafür eine eineinhalbjährige Haftstrafe in Ostdeutschland. Später absolvierte er eine Gesangsausbildung.
Seinen Lebensunterhalt bestritt er fast ausschließlich durch illegale Geschäfte. Mit Komplizen verschob er zwischen 1950 und 1954 mehr als 8000 Büromaschinen aus DDR-Produktion nach Westdeutschland, für die er insgesamt ca. 1,5 Millionen D-Mark erlöste. 
Beim Schmuggel von Kaffee aus der Schweiz in die DDR flog auch der Büromaschinenhandel auf und Schützendorf wurde in der Bundesrepublik zu zwölf Monaten Haft verurteilt. Nach seiner Haftentlassung ließ er sich in Berlin nieder und nahm das Schmuggelgeschäft wieder auf. Eine Bande, die zeitweise bis zu einhundert Mitglieder zählte, kaufte ab 1957 in der gesamten DDR Fotoapparate, Feldstecher und andere optische Geräte auf. Mit Hilfe präparierter Fahrzeuge gelangte die Schmuggelware dann zunächst nach West-Berlin. Von dort aus schaffte Schützendorf sie nach Barcelona, von wo aus sie an die spanische Armee und in verschiedene südamerikanische Länder verkauft wurde.
In einer landesweiten Fahndungsaktion verhaftete die Volkspolizei Anfang 1959 rund 80 Verdächtige, von denen viele später lange Haftstrafen erhielten. Schützendorf konnte wenige Tage zuvor entkommen und setzte sich zunächst nach Perpignan und dann auf die Insel Mallorca ab, die er auf seinen Schmuggelreisen nach Barcelona kennengelernt hatte.
Auf der Grundlage dieses Falles entstand in der DDR der DEFA-Spielfilm Ware für Katalonien, der 1959 in die Kinos kam. Der Chef der Schmugglerbande trägt im Film den Namen „Hasso Teschendorf“.  

### Leben auf Mallorca
Auf Mallorca eröffnete Schützendorf zunächst eine Wasserskischule. 1961 gründete er mit zwei Vespa-Rollern und einem Seat 600 die Mietwagenfirma „Hasso S. A.“ Im Zuge des aufkommenden Massentourismus wuchs das Unternehmen rasch; es war über viele Jahre die größte Autovermietung der Insel mit mehreren tausend Fahrzeugen und machte Schützendorf zum vielfachen Millionär. Nach Schützendorfs Tod wurde die Firma zunächst weitergeführt, musste aber 2012 Insolvenz anmelden und wurde 2013 von einem Konkurrenten übernommen.
Schützendorf war Schirmherr und Sponsor der 1998 gegründeten und nach ihm benannten deutschen Privatschule Academia Alemana Ca’n Hasso (anfangs in Palmanova, dann in Magaluf). Nachdem er die Schule nicht, wie versprochen, in seinem Testament berücksichtigt hatte, wechselte sie mehrmals Namen und Besitzer und wurde schließlich 2011 geschlossen.
Seinen Reichtum stellte Schützendorf durch einen ausschweifenden Lebensstil zur Schau. Er besaß eine Villa in Valldemossa, eine Finca nördlich von Palma, auf der er in einem Privatzoo mehrere Raubkatzen und andere exotische Tiere hielt, ein Anwesen in Andorra, eine Wohnung in Düsseldorf und fünf Rolls-Royce. Seine aufsehenerregenden öffentlichen Auftritte und Partys zogen die Aufmerksamkeit der Klatschpresse auf sich, die ihn als „König von Mallorca“ betitelte. Er wurde als „bunter Hund“, „genialer Selbstdarsteller“ und „eine der schillerndsten und exzentrischsten Persönlichkeiten, die je auf Mallorca lebten“, bezeichnet. Im fortgeschrittenen Alter wurde sein Auftreten jedoch zunehmend als peinlich empfunden. Er gab wiederholt „Verlobungen“ mit jungen Frauen bekannt. Als die Fernsehmoderatorin Arabella Kiesbauer 1997 in einem Interview erklärte, für eine Million würde sie auch mit einem fremden Mann schlafen, machte er ihr öffentlich ein entsprechendes (erfolgloses) Angebot. Im Alter von 77 Jahren suchte er über den deutschen Fernsehsender RTL 2 und die BILD-Zeitung nach einer jungen Frau und wählte aus ca. 3.000 Interessentinnen eine 23-Jährige aus. Nach einer Verlobungsfeier im Potsdamer Schloss Cecilienhof ging das Verhältnis schnell in die Brüche. Bei einem Raubüberfall in seinem Haus erbeuteten die Täter 2001 Bargeld und Schmuck im Wert von 400.000 D-Mark.
Hasso Schützendorf war viermal verheiratet; zuletzt heiratete er 1993 in Las Vegas eine 26-Jährige. Schützendorf, der in seinen letzten Lebensjahren an einem Lungenemphysem litt, starb im Alter von 79 Jahren in einem Krankenhaus in Palma. Nach seinem Tod kam es zu einem langjährigen Rechtsstreit um das Erbe: Seine beiden Söhne und ein Adoptivsohn aus früheren Ehen, die Schützendorf testamentarisch komplett enterben wollte, erstritten sich zwar gerichtlich den Pflichtteilsanspruch, konnten ihn gegenüber der in Andorra lebenden Witwe aber nicht durchsetzen.

## Film
- 1993: Zwei Schicksale oder Eine kleine Königstragödie (Regie: Lothar Warneke); Dokumentarfilm über Hasso Schützendorf und den DEFA-Regisseur Richard Groschopp, der auf der Grundlage von Schützendorfs Schmugglertätigkeit den DEFA-Spielfilm Ware für Katalonien drehte.

- 2022: In der Fernsehserie "Der König von Palma" (RTL) erschien Schützendorf, gespielt von Martin Semmelrogge, als Nebenfigur.[9]